# Словник французької мови (Літтре)

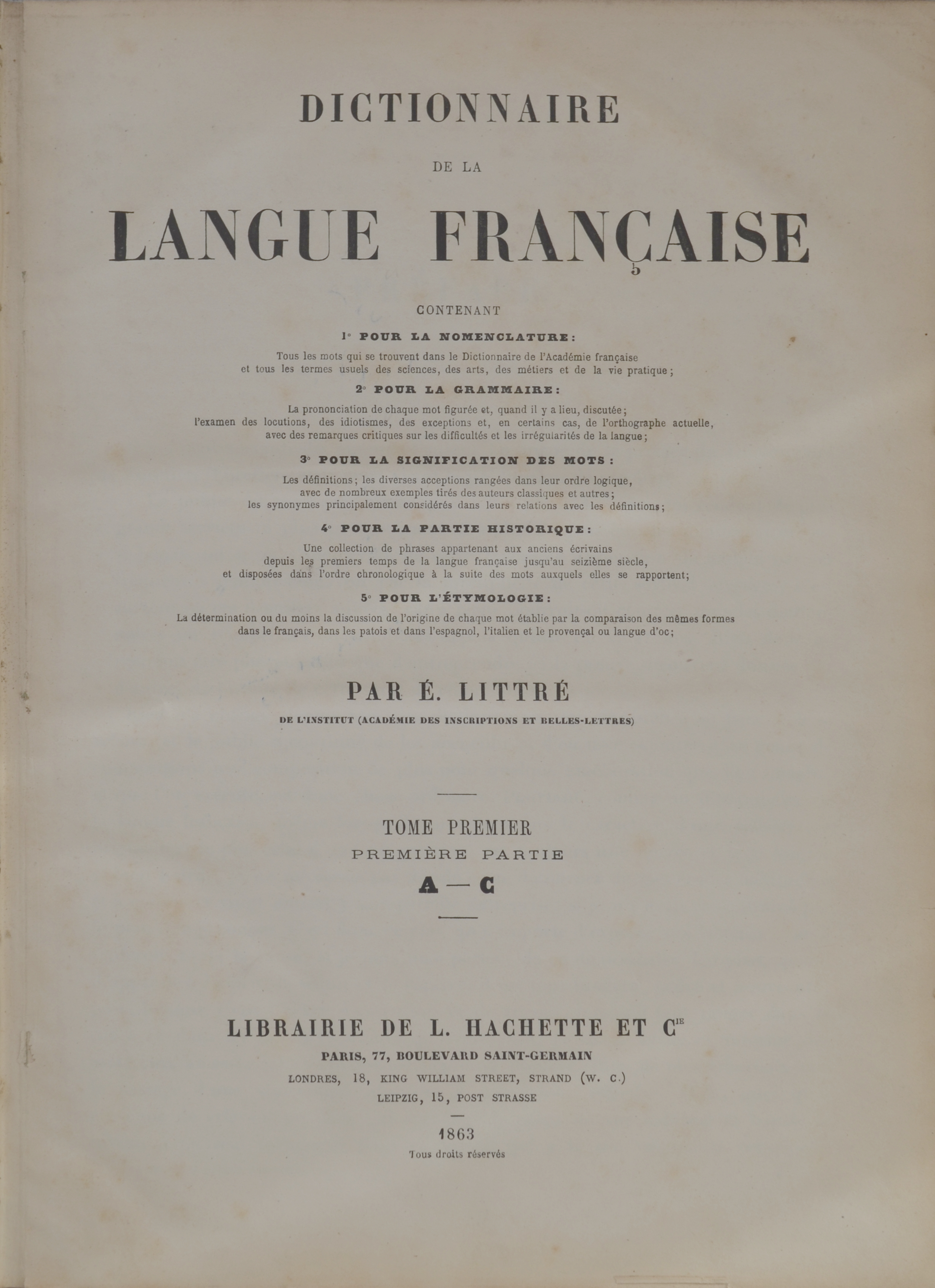
Перше видання словника Літтре (1863)

Словник французької мови (фр. Dictionnaire de la langue française, коротко: Літтре́ (фр. Littré) — словник французької мови, який склав лексикограф та філософ Еміль Літтре і опублікувало в 1863—1872 роках видавництво Ашетт.

## Історія
Французький лексикограф і філософ Еміль Літтре почав складати свій словник ще 1841 року як словник етимологічний. 1846 року задум Літтре розширився, і тепер йшлося про етимологічний, історичний та граматичний словник французької мови. Видавець Ашетт підібрав освічених волонтерів, які на окремих картках підбирали необхідні для Літтре приклади вживання. Літтре мав намір створити якомога повний словник французької мови, тож до списку всіх слів останнього видання «Словника Французької Академії» (фр. Dictionnaire de l'Académie Française, 1835) він додав лексику XVII і XVIII століть, а також технічні терміни, неологізми, просторічні та розмовні слова. Таким чином в останній редакції словник Літтре налічував більше 80 000 словникових статей і був найбільшим словником свого часу.
Новою була і сама структура словника, упорядкованого водночас за логічним та історичним принципом. В кожній словниковій статті подавалася етимологія слова (за станом тодішніх знань або домилена самим Літтре, який не мав філологічної освіти)), семантична різниця поданих синонімів, граматичні зауваги щодо вживання, а також численні цитати з літератури. Такі особливості словника Літтре сприяли тому, що словник здобув надзвичайно високу репутацію і досі вважається «одним з найвизначніших монументів, споруджених на честь живої мови».
Вперше словник опублікувало видавництво «Ашетт» в 1863—1872 роках (30 зошитів). У 1873—1877 роках з'явилося друге видання. Воно налічувало чотири томи та додаток з неологізмами та пропущеними словами.
Скорочена версія словника відома під назвою «Малий Літтре» («Petit Littré»).